# Karala (Delhi)
Karala es una ciudad censal situada en el distrito de Delhi noroeste,  en el territorio de la capital nacional,  Delhi (India). Su población es de 35730 habitantes (2011). 

## Demografía
Según el censo de 2011 la población de Karala era de 25730 habitantes, de los cuales 19085 eran hombres y 16645 eran mujeres. Karala tiene una tasa media de alfabetización del 86,38%, superior a la media estatal del 86,21%: la alfabetización masculina es del 92,58%, y la alfabetización femenina del 79,32%.